# Clemensia leisova
Clemensia leisova là một loài bướm đêm thuộc phân họ Arctiinae, họ Erebidae.